# 9mm拳銃
9mm拳銃（9ミリけんじゅう）は、1982年（昭和57年）に自衛隊が制式採用した自動式拳銃。海外ではMinebea P9とも呼ばれる。

## 概要
アメリカ軍から供与・貸与され自衛隊創設期から使用されていた「11.4mm拳銃」（＝M1911）の後継として、1982年（昭和57年）に採用された自動式拳銃である。スイスのSIG社および当時傘下だったドイツのザウエル&ゾーン社が開発したSIG SAUER P220を、新中央工業（後のミネベア〈現・ミネベアミツミ〉）がライセンス生産し、調達されている。
生産はプレス加工を多用し、一丁あたりの価格は約10万円。陸上自衛隊向けの調達が再開された2010年（平成22年）度予算では一丁あたり約20万円となっており、2012年（平成24年）度予算では一丁あたり約22万円となっている。

## 採用経緯

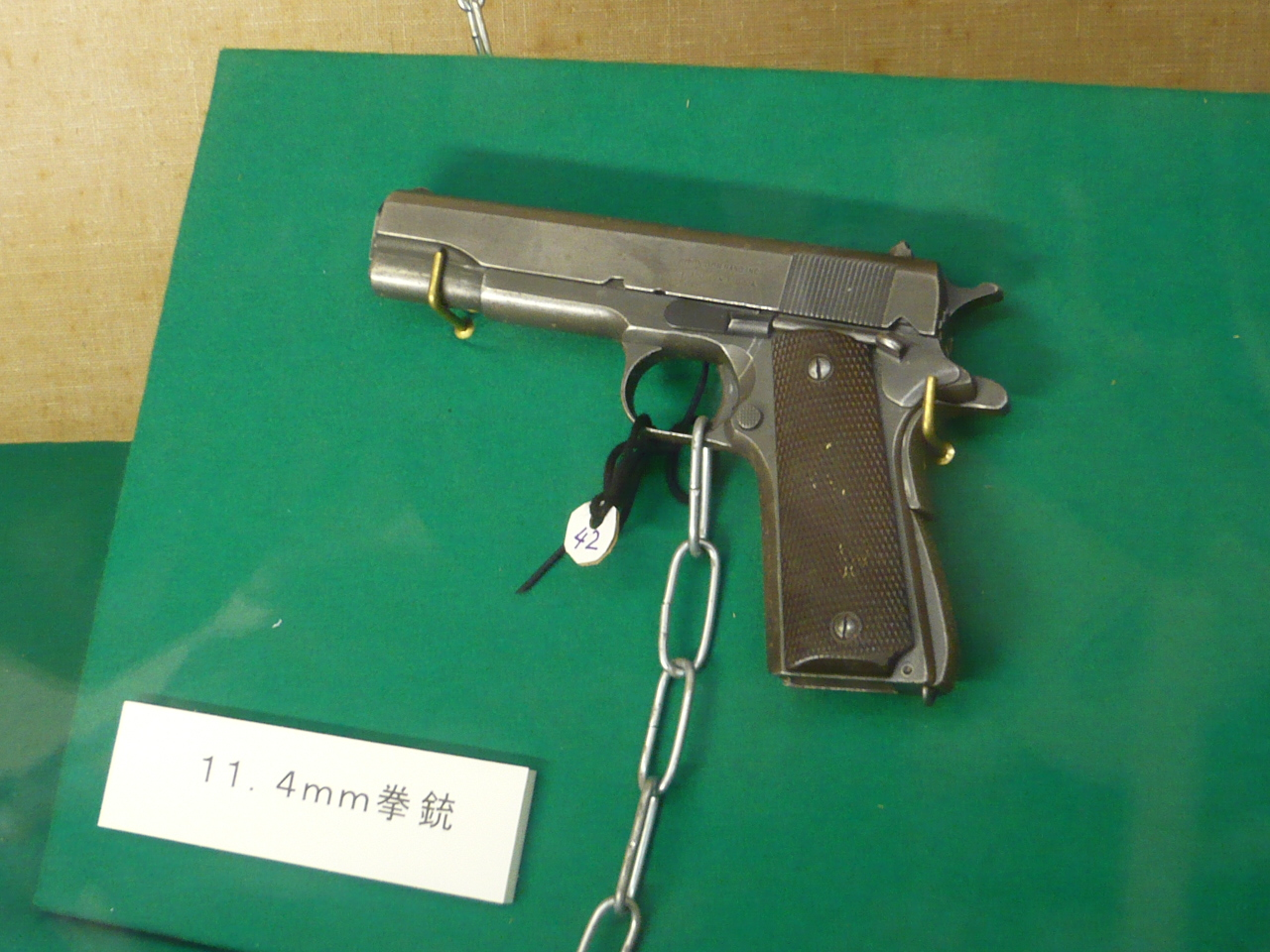
11.4mm拳銃

### 前史
自衛隊は当初、アメリカ軍から供与されたM1911を「11.4mm拳銃」として採用していた。しかし、11.4mm拳銃は日本人には大きく不向きであり、使用する.45ACP弾の反動も大きすぎるとして、防衛庁は第二次世界大戦前から国産拳銃の開発を行ってきた新中央工業に、新型拳銃の開発を依頼した。そして、1958年（昭和33年）に完成したのが9ミリ（38口径）のニューナンブM57Aであった。
しかし、アメリカ軍が依然として45口径のM1911を使用し続けていたこと、それに伴う弾薬の共用性の問題、および政治的判断から戦後初の国産軍用拳銃の採用は見送られた。

### 新型拳銃の採用
1980年代に入り、アメリカ軍は長く運用してきたM1911に代わり、新たに新型拳銃を採用する計画を発表した。これを受け、自衛隊が9x19mmパラベラム弾を使用する新しい制式拳銃の採用を計画したことから、そのトライアルには新中央工業のM57A1、西ドイツ（当時）のSIG SAUER P220、ベルギーのFN ブローニング・ハイパワーなどが参加し、1979年（昭和54年）から1980年（昭和55年）までテストが行われた。
その結果、P220の採用が決定して1982年（昭和57年）1月に部隊使用の承認を受け、1982年（昭和57年）から部隊配備を開始した。

## 特徴

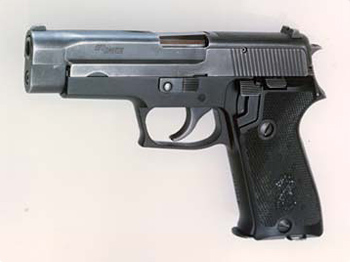
SIG SAUER P220（初期型）
9mm拳銃とスライドのデザインが異なっている

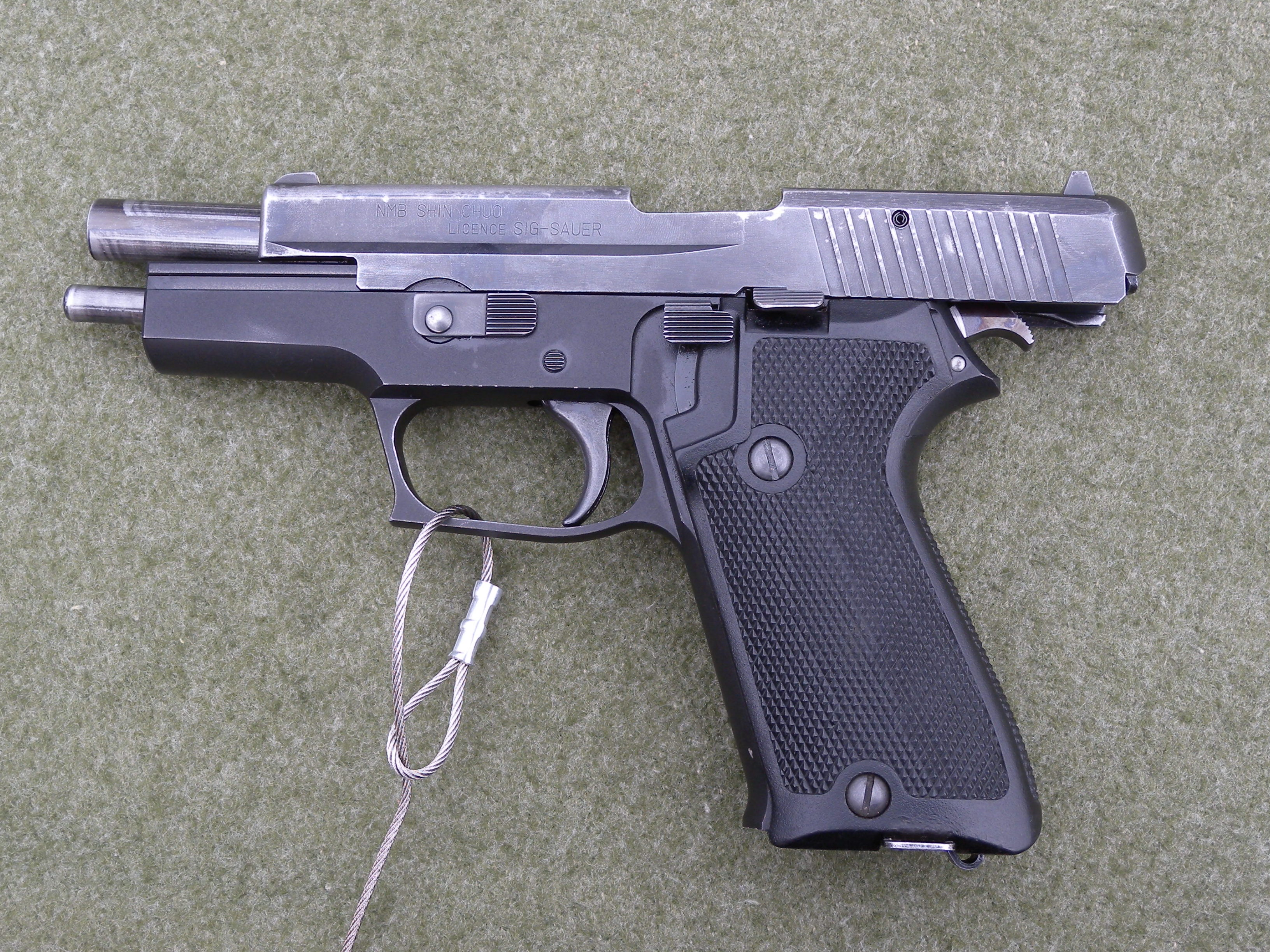
スライドストップさせた9mm拳銃（陸上自衛隊）
スライド部分に「NMB SHIN CHUO LICENCE SIG-SAUER」と刻印されている
マガジンは装填されていない

P220の特徴についてはSIG SAUER P220を参照。また、専門用語の解説については銃の部品、拳銃の項目を参照のこと
自衛隊が採用したP220は、前方が角張って後部の滑り止めの溝が幅広となったプレス製スライドの中期型である。他には、マガジンキャッチはレバー式となっている。
使用する弾薬は9x19mmパラベラム弾（自衛隊での名称は9mm普通弾）であり、軍用であるため、ハーグ陸戦条約に準拠したフルメタルジャケット弾となる。弾頭先端は平たい形状になっている。普通弾以外にも空包やフランジブル弾が採用されている。
ライセンス元であるP220が、アメリカへの輸出を考慮して.45ACP弾を使用可能なサイズで本体やマガジンが設計されているため、口径9mmで弾薬が一列に装填されるシングルカラムマガジンを用いる拳銃としてはグリップの前後長が大きい。.45ACP弾より全長の短い9mmパラベラム用のマガジンは、後部にU字型のインサートが溶接されている。
命中精度は50mの射程においても依託射撃で90%、立射で70%以上の命中率を出した。
スライドには「9mm拳銃」の文字、シリアルナンバー、各自衛隊ごとのマークが刻印されており、これは自衛隊武器マークとも呼ばれる（Wはweaponの頭文字）。
- 陸上自衛隊向け：刻印は「桜にW」
- 海上自衛隊向け：刻印は「桜に錨にW」
- 航空自衛隊向け：刻印は「桜に翼にW」

陸上自衛隊向けの調達は終了し、海上・航空自衛隊向けの調達のみが継続されていたが、2010年（平成22年）度予算から陸上自衛隊向けの調達が再開された。

## 運用
自衛隊での9mm拳銃での射撃訓練は、指揮官クラスで年30発、機甲科などでは年12発程度とされる。また、携行の際は薬室に装填状態でハンマーとファイヤリングピンを接触させ（デコック；撃鉄解放）、引き金にストッパーを入れるなど、安全対策がなされている。このハンマーを戻す際にデコッキングレバーを使わず、ハンマーを指で押さえたまま引き金を引いてゆっくり戻す方法を用いると、ファイヤリングピンブロッキングシステムが外れるため、携行時に外部からハンマーに衝撃を受けると暴発する恐れがあり危険である。デコッキングレバーを用いてハンマーを戻すのが正しい方法である。

### 携行

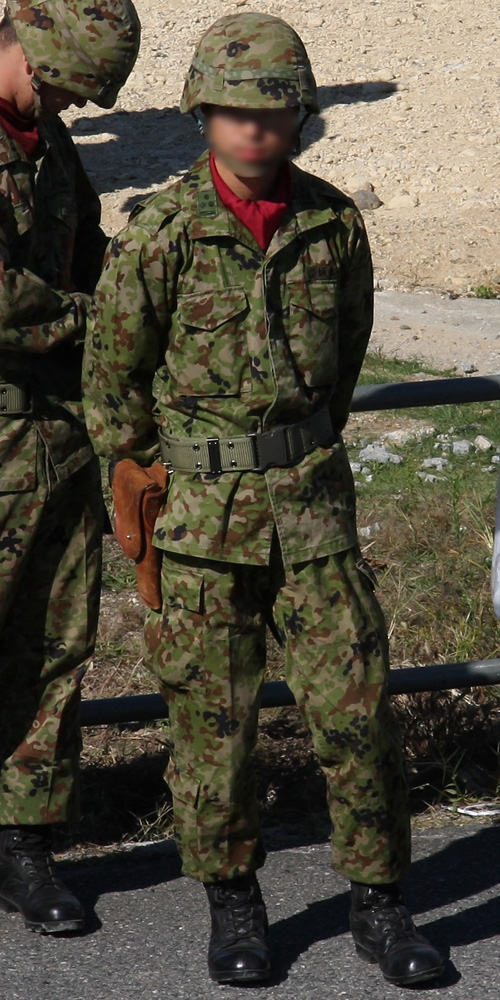
観閲式において9mm拳銃を携行する部隊幕僚（1等陸尉）

銃を収納するホルスターは茶色い皮革製のもの（警務隊では黒色）が使用されていたが、イラク派遣からはサファリランド社の「サファリランド 6004」とブラックホーク社の「オメガIVもしくはVI」の2種類のレッグホルスターの配備が開始されている。私物も多く使用されており、ブラックホーク社製のSERPA（セルパ）などが確認されている。また、脱落防止や敵に奪われることを防ぐためにランヤードを取り付けている姿も確認されている。
予備弾入れはマガジンが2つ入るタイプを1個もしくは2個、弾帯か防弾チョッキ2型に装着して携帯する。一般部隊用は迷彩が施されているが、警務隊は黒皮仕様を使用している。ホルスターと同じく私物も多く使用されている。

### 陸上自衛隊
陸上自衛隊において拳銃は3等陸佐以上の幹部自衛官、戦車の車長（他の戦車乗員は89式小銃の折曲銃床式を携行する）、84mm無反動砲（A/B）の砲手、01式軽対戦車誘導弾手、79式対舟艇対戦車誘導弾および87式対戦車誘導弾の操作手たる陸曹、警務官などが装備するが、2000年代に入ってからは、市街地戦闘訓練や海外派遣時に一般の隊員も拳銃を装備するようになった。中央即応連隊では大半の隊員が装備しているが、員数分配備されていないのが現状である。
配備に合わせ射撃競技会や射撃検定に『9mm拳銃の部』が新設された。
9mm拳銃以外にも、H&K USP（特殊作戦群）、特殊拳銃（ザウエル&ゾーン社製、機種・使用部隊不明）、大口径拳銃（機種・使用部隊不明）などが採用されている。

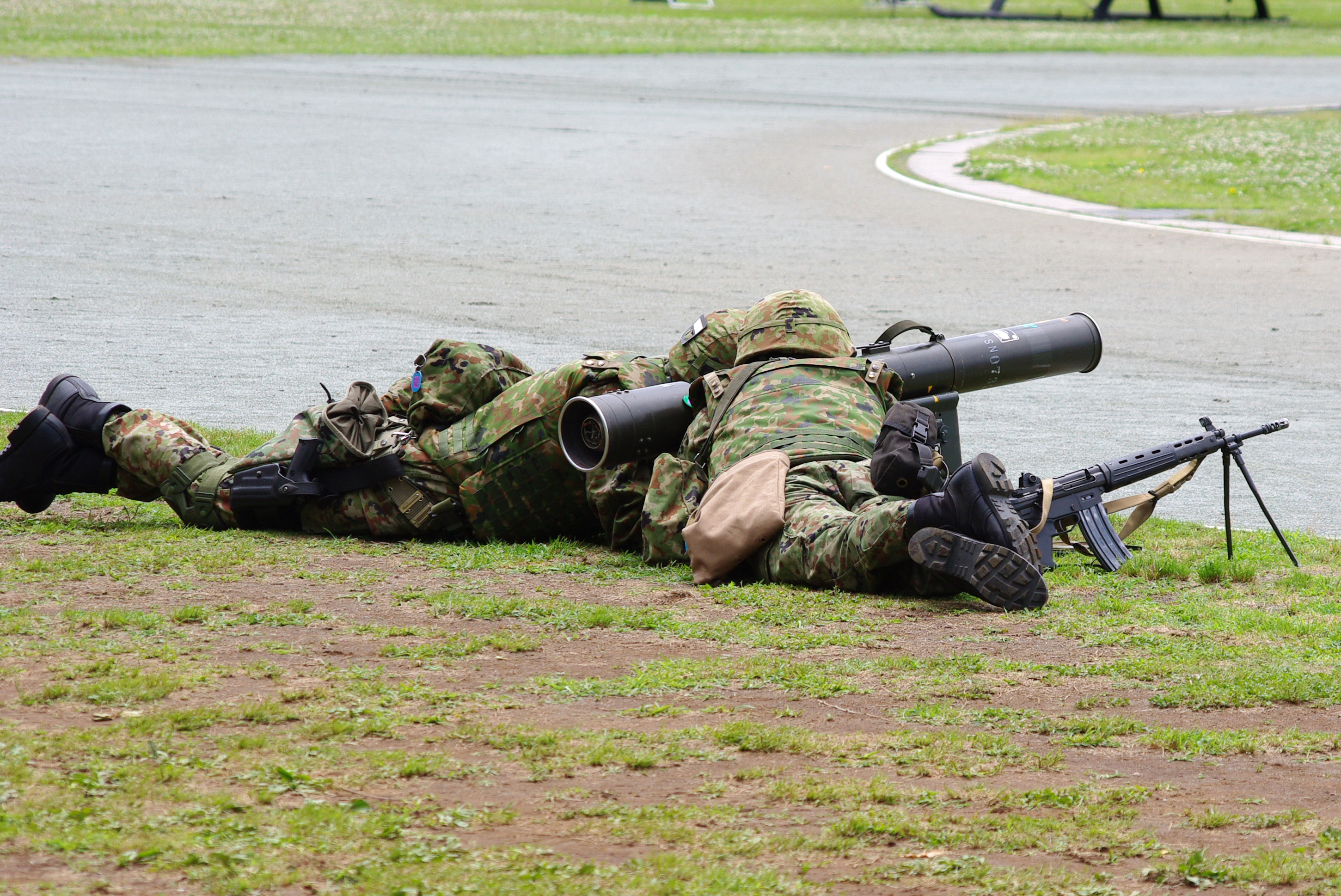
87式対戦車誘導弾を運用する自衛官。9mm拳銃をサファリランド6004ホルスターで携行している。
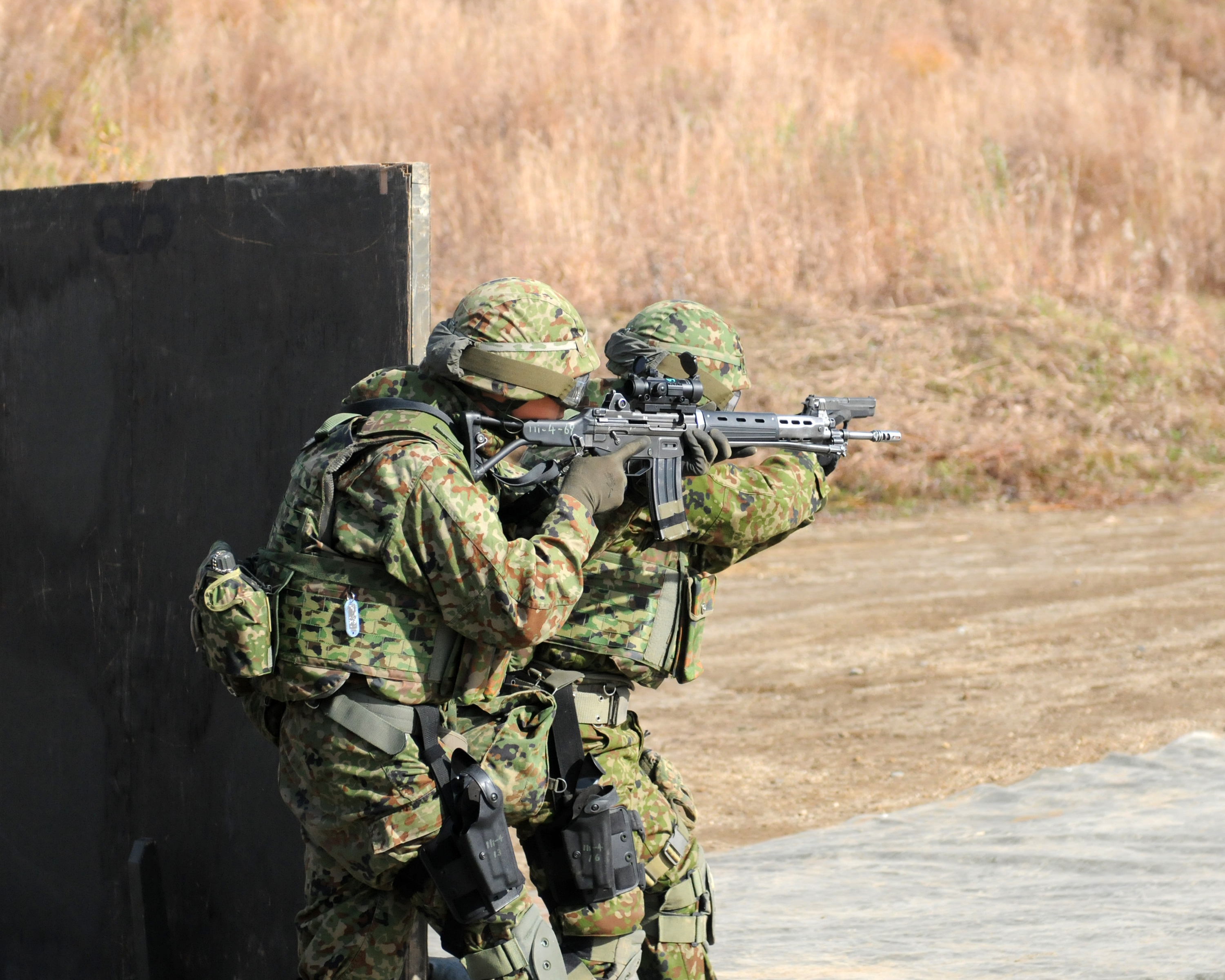
9mm拳銃を使用する陸上自衛官。サファリランド6004ホルスターを着用している。
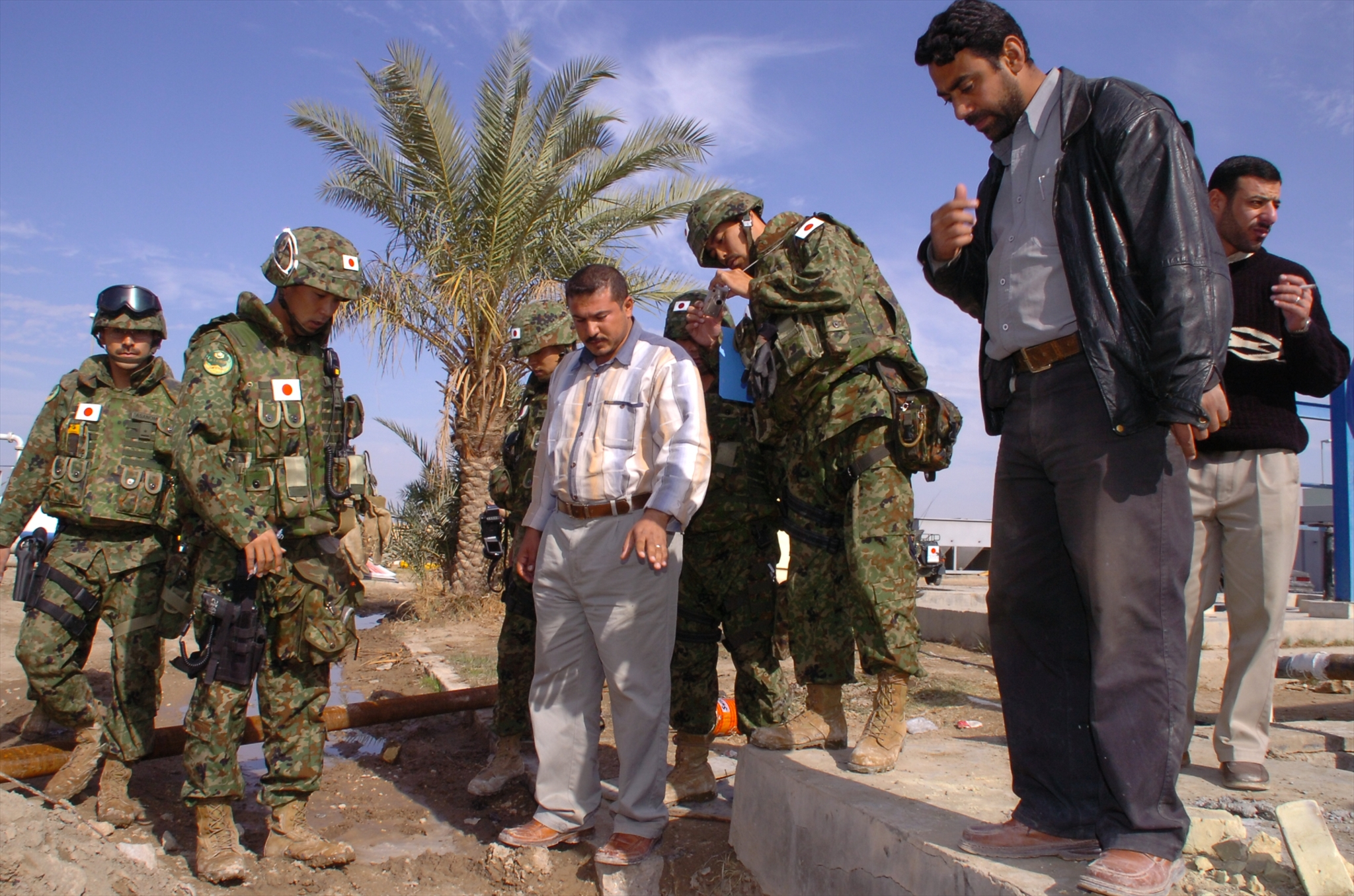
イラク派遣時の陸上自衛官。一番左の隊員が「サファリランド 6004」ホルスター、左から2番目の隊員が「ブラックホーク オメガIVまたはVI」ホルスターにそれぞれ9mm拳銃を収めている

### 海上自衛隊

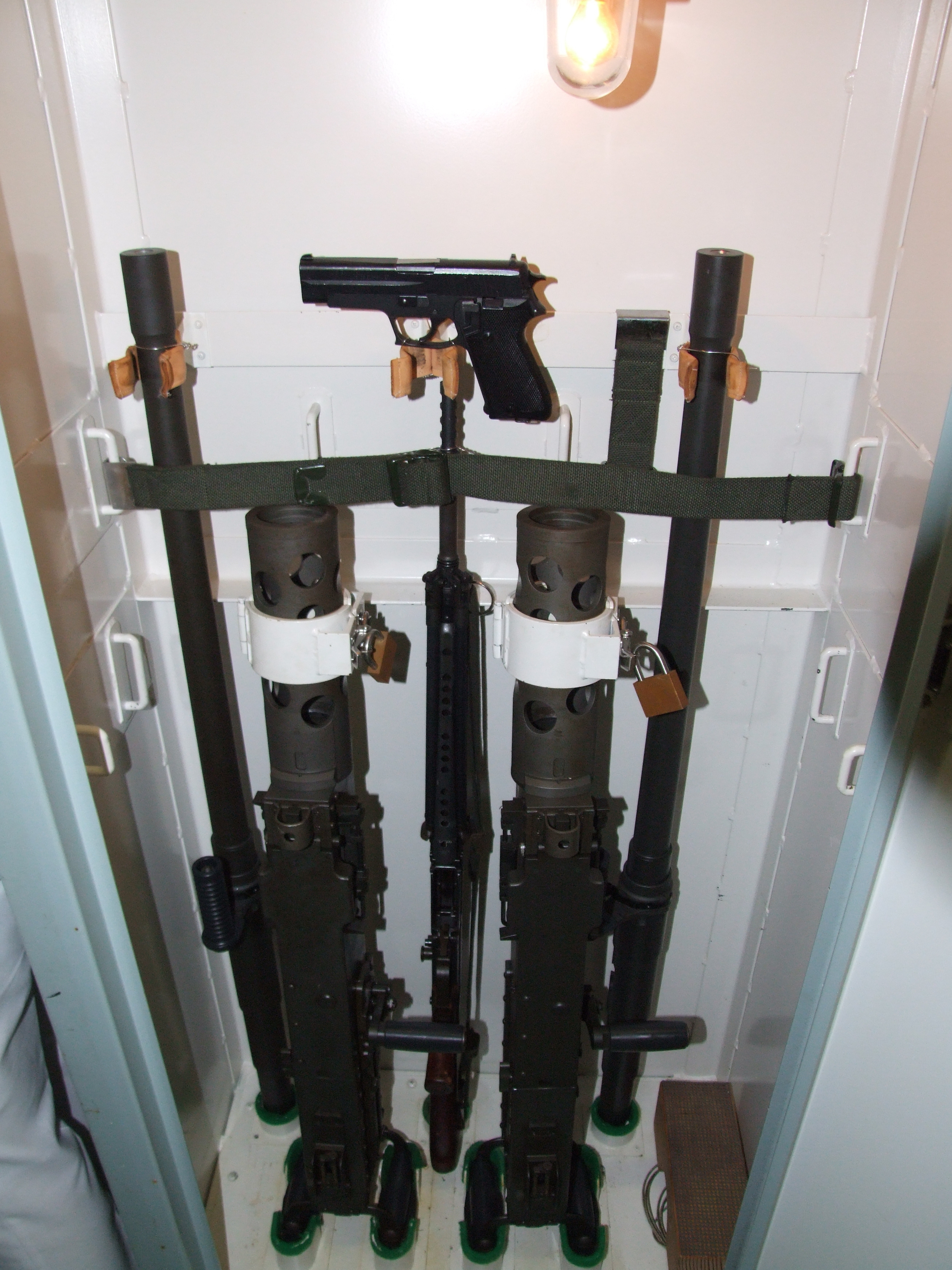
はつゆき型護衛艦「しらゆき」内の12.7mm重機関銃M2用武器庫
中央に9mm拳銃が展示されている

幹部自衛官、護衛艦付き立入検査隊、陸警隊、航空警備隊、警務官などが装備する。
特別警備隊ではSIG SAUER P226Rを使用していることが公開訓練で確認されている。

### 航空自衛隊
幹部自衛官、基地警備隊、基地防空隊、警務官、航空機の搭乗員などが装備する。

## 後継
2019年（令和元年）12月6日、防衛省から陸上自衛隊の後継拳銃がグロック17（オーストリア・グロック製）とベレッタAPX（イタリア・ベレッタ製）を含む3機種の中から選定され、「HK SFP9（ドイツ・ヘッケラー&コッホ製）」としたことが発表された。
2020年（令和2年）5月18日、陸自で採用される新型拳銃「9mm拳銃SFP9」が、正式に報道陣に公開された。

## 登場作品

### 映画・テレビドラマ
『ULTRAMAN』
自衛隊特務機関「BCST」の特殊部隊長である矢代三佐が、作戦が失敗し大勢の部下がビースト・ザ・ワンに殺される原因を作った水原沙羅に対して、その怒りから突きつける。
『ガメラ2 レギオン襲来』
日本映画初登場。劇中終盤において主人公の渡良瀬二佐が名崎送信所に侵入した小型レギオン1体との近接戦闘時に使用し、弾倉1つ分の計9発を至近距離から撃ち込んで射殺する。この直後、弾倉を交換して警戒の構えをとるシーンが挿入されており、装弾数が正しく描写されている。
『君と世界が終わる日に』
横須賀駐屯地の自衛官・等々力・本郷・首藤などが使用。
『空母いぶき』
F-36J（F-35がモデル）との空中戦で撃墜された東亜連邦のMiG-35パイロットが、空母いぶきに搬送される途中で乗員の自衛官が携帯していた物を奪い自決しようとするが、止めに入った自衛官達と揉み合いになってる内に暴発させてしまい、同じく止めに入った柿沼一尉を死亡させてしまう。その後、パイロットから奪い返した自衛官が怒りのあまり銃口を向けるが、駆けつけた秋津二佐に止められ、彼に取り上げられる。
『シン・ウルトラマン』
着陸したCH-47JAを包囲した自衛官らの中で、警務官が手に構えている。
『戦国自衛隊1549』
戦国時代にタイムスリップした第三特別実験中隊・ロメオ隊の装備として登場。両部隊の指揮官やロメオ隊の医療班員のほか、ロメオ隊側についた斎藤道三もロメオ隊から借りて使用する。
『戦国自衛隊・関ヶ原の戦い』
戦国時代へタイムスリップした自衛隊の装備として登場。主人公の1人である伊庭二尉をはじめ、偵察用オートバイ隊員や医療班員が使用する。
『図書館戦争』
図書特殊部隊の装備として登場。主人公たちが携行する。
『亡国のイージス』
某国工作員に協力して反乱を起こした架空のイージス護衛艦「いそかぜ」の個人装備として登場。「いそかぜ」の幹部自衛官たちが使用する。撮影には海上自衛隊の協力で実物の護衛艦や衣服が使用されているが、拳銃については武器のため、発火式のプロップガンが使われている。
『ぼくらの勇気 未満都市』
柴崎が、T幕原型に感染させようとするタケルに対して突きつける。
『ミッドナイト・イーグル』
日本アルプスに墜落した架空のステルス爆撃機「B-5」の墜落現場へと赴いた佐伯三佐が装備し、本銃を構えながら機内の捜索を行う。発砲シーンはなし。

### アニメ・漫画
『亜人』
入間基地に侵入した佐藤が武器庫から本銃を持ち出し基地警備隊との交戦に使用する他、佐藤の共犯者が殉職した隊員から鹵獲し使用する。
『アルドノアゼロ』
種子島の回想シーンにて登場。鞠戸大尉が大破し炎上した90式戦車より脱出できなくなった戦友 ジョン・ヒュームレイに発砲。これが後にPTSDの一因となり鞠戸大尉を苦しめることとなる。2014年ではUFEの制式拳銃がグロック17になっている為、種子島での戦闘当時、90式戦車と共に自衛隊より徴用した旧式装備と思われる。
『海竿』
『怪獣自衛隊』
尖閣諸島南小島へ調査のために上陸した自衛官らが、怪獣（幼生）に対し使用する。
『機動警察パトレイバー』
初期OVA版第5話にて、クーデターを起こした自衛隊員たちが携行する。
『PSYCHO-PASS サイコパス Sinners of the System
Case.2 「First Guardian」』
統合参謀本部作戦監視官の高江洲嘉人大佐が、終盤、復讐のためやってきた大友燐を射殺する際に使用し、その後追い詰められた際に懐から取り出し征陸執行官に向けて発砲するも、ドミネーターを向けられ逃げ出す際に投げ捨てられる。20mmアンダーレールが追加されており、厳密には後継バージョンの模様。
『ジパング』
アニメ版に第二次世界大戦時へタイムスリップした架空のイージス護衛艦「みらい」の個人装備として登場。主人公の角松二佐が、アナンバス上陸時に携行する。
なお、漫画版ではベレッタ 92を携行するが、実際の自衛隊はベレッタ 92を採用しておらず、アニメ化に際して製作に協力した海上自衛隊からの指摘を受けて、現実に即した描写に変更されている。
『戦海の剣シリーズ』
海上自衛隊・叛乱軍双方の主力拳銃として登場。
『続・戦国自衛隊』
漫画・小説版に戦国時代へタイムスリップした自衛隊の装備として登場。主に幹部クラスの隊員と補給・医療班員が使用する。
『太陽の黙示録』
政府分裂による日本分断以前の自衛隊の装備品で、日本分断以降は北日本（ノースエリア）自衛隊の装備として登場。
『まりかセヴン』
情報本部所属の自衛官が怪獣やテロリストとの戦闘で使用。
『やわらか戦車』
第29話では、技能テストで兄者が使用し、第36話では、ぱーぷる牧場に拉致された鬼塚曹長が携行する。

### 小説
『アウトブレイク・カンパニー 萌える侵略者』
古賀沼美埜里が使用する。
『ゲート 自衛隊 彼の地にて、斯く戦えり』
小説・漫画・アニメ版に異世界へ派遣された自衛隊の装備として登場。イタリカ防衛戦で、栗林二曹が盗賊たちとの近接戦闘で使用。また日本人を拉致していたことが発覚した帝国の第1皇子に対して、主人公の伊丹二尉が突きつける他、その拉致被害者を巡ってそれまで友好的だった現地の獣人との一対一の格闘に巻き込まれた柳田二尉が格闘の際に使用。
『ゴルゴタ』
深見真の小説。陸上自衛隊中央情報隊傘下の現地情報隊に所属するイリーガル（非合法活動要員）が、刻印を消してサイレンサーを装備したものを所持。主人公である特殊作戦群出身の元自衛官・真田を抹殺するために装備されていたが、イリーガルが射殺されたことで真田に鹵獲される。
『自衛隊三国志』
三国時代へタイムスリップした自衛隊国際連合平和維持活動（PKO）部隊の装備として登場。主要人物の伊庭一尉が、黄巾賊に対して使用する。
『ゼロの迎撃』
ベンツ CL550で逃走する土台人のコウ・チャンスを足止めするために高城三曹が使用し、左後輪を撃ち抜く。
『日中尖閣戦争』
特殊作戦群の二曹が、中国兵に対してダブルタップで使用する。
『日本北朝鮮戦争 自衛隊武装蜂起』
中村二尉が夜間警備中に焼肉店を捜索し、発見した北朝鮮工作員を射殺する際に使用。
『日本北朝鮮戦争 竹島沖大空海戦』
陸上自衛隊敦賀原発防衛部隊とともに食事をしていた船崎三尉と市川一曹が、襲ってきた北朝鮮工作員に対応するため、駐機していたCH-47から持ち出し、使用する。

『ミッドナイトイーグル』
上記の映画『ミッドナイト・イーグル』の原作小説。日本アルプスに墜落した架空の米軍ステルス爆撃機「B-3Aミッドナイトイーグル」の墜落現場へと赴いた冬季戦技教育隊の伍島亨一等陸尉が装備しており、後に主人公の西崎勇次も使用する。
『目指せ！一騎当千　～ぼっち自衛官の異世界奮戦記～』
異世界へ転生した主人公が傭兵の起こしたトラブルに対して、威嚇射撃を行いトラブルを収める。
『ルーントルーパーズ 自衛隊漂流戦記』
異世界へ飛ばされた自衛隊の装備として登場。幹部自衛官らが携行する。

### ゲーム
『SIREN2』
一樹守・喜代田章子・永井頼人・三沢岳明・屍人・闇人が、シルバースライドモデルを使用する。
『踊る大捜査線 THE GAME 潜水艦に潜入せよ!』